# 常滑インターチェンジ
常滑インターチェンジ（とこなめインターチェンジ）は、愛知県常滑市にある半田中央IC方面のみの出入り口を持つハーフICである。
この付近で西知多道路との分岐が予定されている。

## 道路
- E87 知多横断道路
- 愛知県道265号碧南半田常滑線
- 愛知県道522号中部国際空港線

## 料金所

### 入口
- ブース数：2
  - ETC専用：1
  - 一般：1

### 出口
- ブース数：2
  - ETC専用：1
  - 一般：1

## 接続する道路
- 国道155号

## 周辺
- 名鉄常滑線・空港線 常滑駅
- JAあいち知多農協本部
- 知多半島りんくう病院（旧常滑市民病院）
- 常滑市役所

## 隣
E87 知多横断道路
半田中央JCT/IC - 常滑IC - りんくうIC/TB